# Engranne
L'Engranne est un ruisseau français, affluent de la Dordogne, qui coule en Nouvelle-Aquitaine, dans le département de la Gironde.

## Géographie
Elle prend sa source en Gironde, à moins de 100 mètres d'altitude, en limite des communes de Castelviel et de Gornac, à environ un kilomètre au sud-ouest du bourg de Gornac.
De direction sud-nord, elle arrose en son début Coirac, Saint-Genis-du-Bois et Martres et, en fin de cours, conflue avec la Dordogne en rive gauche, sur la commune de Saint-Jean-de-Blaignac, un kilomètre au nord-ouest du bourg.
Sa longueur est de 22,5 km.

## Affluents
Le Service d'administration nationale des données et référentiels sur l'eau (SANDRE) et le système d'information sur l'eau Adour Garonne (SIEAG) ont répertorié 25 affluents et sous-affluents de l'Engranne. Le cours d'eau principal et plusieurs affluents ont été modifiés pour l'alimentation des anciens moulins. Aujourd'hui ces moulins ont disparu ou ont été transformés en habitations privées.
| - Les affluents de l'Engranne. |

## Écologie
Les vallées de l'Engranne et de ses affluents, peuplées pour moitié de forêts à aulnes noirs (Alnus glutinosa) et à frênes communs (Fraxinus excelsior), sont répertoriées dans le réseau Natura 2000 comme sites importants pour la conservation d'espèces animales européennes menacées : le vison d'Europe (Mustela lutreola), l'écrevisse à pattes blanches (Austropotamobius pallipes) ou le toxostome (Chondrostoma toxostoma).
Pour des raisons inexplicables, la partie de la rivière située entre la source de la rivière et "Estebelingue", hameau de Castelviel, ne fait pas partie du périmètre de classé en site Natura 2000. La commune de Gornac est la seule commune riveraine de l'Engranne qui ne fait pas partie de ce projet.

## Lieux et monuments
- L'église de Castelviel (classée monument historique, portail remarquable) et son point de vue remarquable sur le village de Gornac et la haute-vallée de l'Engranne.
- Moulin du Haut-Benauge, à Gornac.
- L'église Saint-Martin de Coirac
- À Saint-Genis-du-Bois, l'église des chevaliers de Malte ainsi qu'un lavoir du XIIe siècle sur l'Engranne
- L'église Saint-Pierre de Martres
- L'église de Bellefond (classée monument historique) et son point de vue remarquable sur la vallée de l'Engranne